# Sleng Teng Riddim
Der Sleng Teng Riddim zählt zu den bekanntesten und populärsten DancehallRiddims. Produziert wurde er von Lloyd ‘King Jammy’ James im Jahr 1985. Der Sleng Teng Riddim gilt als der erste digital produzierte Riddim der Welt. Insgesamt wurden 335 offizielle Songs auf diesem Riddim gesungen bzw. getoastet. Es existieren außerdem diverse Remixe und inoffizielle Versionen. Viele bekannte Künstler haben ein oder sogar mehrere Songs damit veröffentlicht u. a. Anthony B., Culture und Sugar Minott.

## Geschichte
Der Sleng Teng Riddim ist eine Cover-Version eines Rock-’n’-Roll-Songs von 1959. Das Stück stammt von dem US-amerikanischen Musiker Eddie Cochran. Es trägt den Namen Somethin’ Else und wurde auf dem Label Liberty veröffentlicht. King Jammy benutzte 1985 die Grundmelodie des Songs und veränderte sie leicht. Den im Originalsong verwendeten Bass ersetzte er durch einen elektronischen Synthesizer. Die einst im Hintergrund ertönende Melodie war nun der dominierende Teil des Stückes. Er benutzte dabei eine Casio Digital Music Box. Jammy produzierte dann mit dem jungen Deejay Wayne Smith den Song Under Me Sleng Teng. Der vollkommen elektronisch produzierte Riddim gilt als erster digitaler Riddim in der Dancehall-Geschichte. Am 23. Februar 1985 fand einer der berühmtesten historischen Soundclashes zwischen King Jammy und dem Black Scorpio Soundsystem in der Waltham Park Road in Kingston statt. Dabei legte King Jammy zum ersten Mal den von ihm produzierten Riddim auf. Die neuartige synthetische Bassline begeisterte das Publikum so sehr, dass Jammy einen triumphalen Sieg davontrug. Auf den danach erschienenen Instrumentals veröffentlichten nach kurzer Zeit gleich 23 Deejays Songs, darunter Cocoa Tea, Super Cat und Tenor Saw. Der neuartig klingende Riddim wurde sofort zum Hit in den Dancehalls von Jamaika. Im selben Jahr benutzten gleich mehrere Produzenten den Riddim von King Jammy, um eigene Versionen zu veröffentlichen. Somit wuchs die Zahl der Veröffentlichungen im Erstveröffentlichungsjahr auf insgesamt 87 Songs an, darunter von Künstlern wie Culture oder Sugar Minott. 1986 erschienen 27 weitere Songs, womit die Anzahl an veröffentlichten Stücken auf über hundert in weniger als zwei Jahren anstieg. In den darauffolgenden zwei Jahren wurden jeweils mehr als fünfzehn Songs herausgebracht. Nachdem 1990 nur zwei Songs veröffentlicht wurden, erschienen bis 1995 insgesamt 69 Lieder auf dem Riddim. Die Popularität nahm rapide ab. Nachdem 1997 nur ein einzelner Song veröffentlicht wurde, erschienen 1998 die vorerst letzten 6 Stücke auf dem Riddim, die von namhaften Künstlern wie Anthony B., Bounty Killer oder Capleton stammten. Nach sechs Jahren brachte das Label Powerstone 33 neue Songs auf den Sleng Teng Riddim heraus. Auch in den darauffolgenden zwei Jahren wurden wieder Tracks veröffentlicht. Jedoch konnte der Riddim an die großen Erfolge in den 1980ern nicht anknüpfen. 2009 erschienen die vorerst letzten sieben Songs.

## Künstler/Lied (Auswahl)
| Interpret                | Titel                   | Jahr |
| ------------------------ | ----------------------- | ---- |
| Lloyd ‘King Jammy’ James | Sleng Teng Instrumental | 1985 |
| Wayne Smith              | Under Me Sleng Teng     | 1985 |
| Cocoa Tea                | Hey Bobby               | 1985 |
| Culture                  | Capture Rasta           | 1985 |
| Sugar Minott             | Jamming In The Street   | 1985 |
| Super Cat                | Trash And Ready         | 1985 |
| Tenor Saw                | Pumpkin Belly           | 1985 |
| Cutty Ranks              | Blue Mountain Coffee    | 1986 |
| Ninjaman                 | Murder Them             | 1990 |
| Papa San                 | Pretend Ting            | 1991 |
| Bounty Killer            | Lodge (=Splurt)         | 1993 |
| Mad Cobra                | Rude Boy Skill          | 1993 |
| Luciano & Cocoa Tea      | Mr. Governer            | 1993 |
| Beenie Man               | Off The Air Bad Boy     | 1994 |
| Spragga Benz             | Mark Death              | 1994 |
| Wayne Wonder             | Someone To Hold         | 1994 |
| Anthony B.               | Gather And Come         | 1998 |
| Burro Banton             | Attention               | 1998 |
| Capleton                 | Pure Sodom              | 1998 |
| Tanya Stephens           | Learn Fi Choose         | 1998 |
| Anthony Cruz             | Know We                 | 2004 |
| Elephant Man             | Bumboclaat              | 2004 |
| Sizzla                   | Progress                | 2004 |
| Turbulence               | On My Mind              | 2006 |
| Baby Cham                | No Soundboy             | 2008 |